# 太沪高速动车组列车
太沪高速动车组列车是中国铁路运行于山西省省会太原市太原南站至直辖市上海市上海虹桥站的高速动车组列车，现每天开行3对列车，列车客运乘务由上海局集团上海客运段、太原局集团太原客运段担当。

## 历史
2016年9月10日，配合徐兰高铁郑州东至徐州东段开通，新增太原南~上海虹桥G1954/1951、G1952/1953次、G1958/1955、G1956/1957次列车计2对。
2019年7月10日，G1954/1951、G1952/1953次列车延长运行区段为运城北站至嘉兴南站。同年12月30日，配合京港高铁商丘至合肥段通车，G1958/1955、G1956/1957次列车在郑州东站至南京南站间调整经由郑阜高铁、京港高铁、宁蓉铁路运行。
2021年1月20日，配合郑太高速铁路、盐通高速铁路等线路通车，新增太原南~上海虹桥G3131/3134、G3132/3133次、G3143/3146、G3144/3145次列车计2对。
2025年1月5日，配合沪苏湖高铁开通，新增上海虹桥～太原南G3207/3206、G3205/3208次列车，并将G3132/3133、G3131/3134次列车延长至温州北站始发终到，G3144/3145、G3143/3146次列车调整至上海松江站始发终到。

## 使用列车
G1956/1957、G1958/1955次列车使用配属于上海局集团上海虹桥动车运用所的CR400BF-A；
G3144/3145、G3143/3146次、G3207/3206、G3205/3208次列车均使用配属于太原局集团太原南动车运用所的CRH380A，均安排重联运行。